# Video Home System
O Video Home System (VHS, ou "Sistema Doméstico de Vídeo", em português) é um padrão comercial para consumidores de gravação analógica em fitas de videoteipe. O sistema foi desenvolvido pela Japan Victor Company (JVC). Foi o formato de vídeo doméstico dominante durante as décadas de  1970, 1980, 1990 e 2000.
Em meados de 1950, a gravação em fita magnética se tornou um grande contribuidor para a indústria de televisão, por vias dos primeiros vídeo tape recorders (conhecidos como VTRs). Naquele período, os dispositivos eram usados apenas para caros ambientes profissionais como estúdios de televisão, e em ambientes médicos (fluoroscopia). Nos anos 1970, o videotape começou a ser utilizado de forma caseira, criando a indústria de home video, fazendo alterações nos negócios de televisão e filmes. A indústria de televisão via os VCRs como rivais de seu negócio, enquanto os telespectadores apenas viam no VCR uma forma de "ter controle" de seus hobbies.
Em 1980 e 1990, com o VHS no pico de sua popularidade, ocorreu-se a guerra do formato do videocassete na indústria de vídeos caseiros. Dois dos formatos, o VHS e o Betamax, receberam maior destaque na mídia. Todavia, o VHS ganhou a guerra, se consolidando como o maior e mais predominante formato de vídeos caseiros de seu período.
Posteriormente, os discos ópticos começaram a oferecer melhor qualidade que as fitas analógicas tradicionais, bem como o super-VHS. Um dos pioneiros deste formato, o LaserDisc, não foi muito bem recebido. Todavia, após a introdução do DVD em 1997, o mercado do VHS começou a entrar em declínio gradualmente, mas ainda eram muito comuns até meados de 2008 e ainda era considerado um formato de distribuição, de gravação. Somente no final de 2008, o DVD conseguiu alcançar aceitação total, substituindo o VHS como formato de distribuição. Em 2016, a Funai Electric que ainda fabricava leitores de VHS, anunciou que irá deixar de o fazer, uma vez que o processo para conseguir os componentes necessários tornou-se demasiado complexo. 

## História

### Antes do VHS
Após várias tentativas de outras companhias, o primeiro VTR que teve êxito, o Ampex VRX-1000, foi introduzido em 1956, pela Ampex Corporation. Com o seu preço de US$ 50 000 em 1956, e US$ 300 por uma fita de 90 minutos, este estava voltado apenas para mercado profissional.
Kenjiro Takayanagi, um pioneiro de radiodifusão de televisão que trabalhava para a JVC como seu vice presidente, viu nisso a necessidade de sua companhia produzir VTRs para o mercado japonês por um preço mais acessível. Em 1959, a JVC desenvolveu um VTR de duas cabeças e, de 1960 em diante, uma versão colorida do mesmo para radiodifusão profissional. Em 1964, a JVC lançou o DV220, que viria a ser o VTR padrão da companhia até meados de 1970.
Em 1969, a JVC colaborou com a Sony Corporation e a Matsushita Electric (a Matsushita era uma companhia irmã da Panasonic, e agora é conhecida por esse nome, sendo também acionista da JVC até 2008) na construção de um padrão de gravação de vídeo para o consumidor japonês. A união de ambas, produziu o formato U-matic em 1971, que foi o primeiro formato a tornar-se um padrão unificado. O U-matic foi um sucesso nos em negócios e alguns aplicativos de transmissão (tal como como o recebimento de notícias eletrônicas), mas devido seu preço e escasso espaço para gravação, pouquíssimas máquinas foram vendidas para uso doméstico.
Logo depois, a Sony e a Matsushita acabaram com a parceria, com o objetivo de trabalhar em seus próprios formatos de gravação. A Sony começou a desenvolver o Betamax, enquanto a Matsushita, começou a trabalhar no VX. A JVC lançou o CR-6060 em 1975, se baseando no formato do U-Matic. Em contrapartida, a Sony e a Matsushita também produziram os seus formatos do U-matic.

### Desenvolvimento do VHS

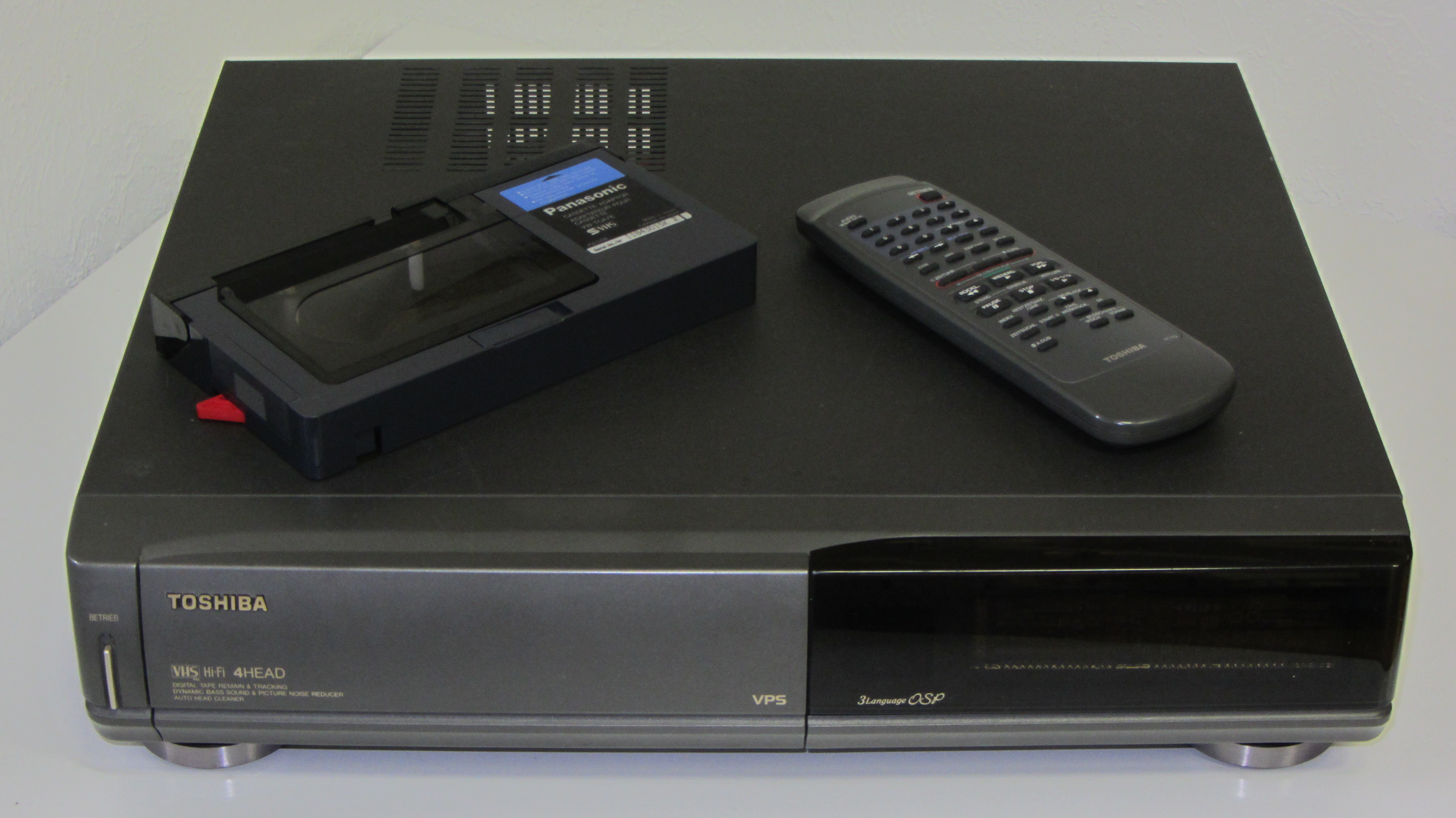
Um videocassete da Toshiba, o V-117G, a máquina que faz a leitura do VHS.

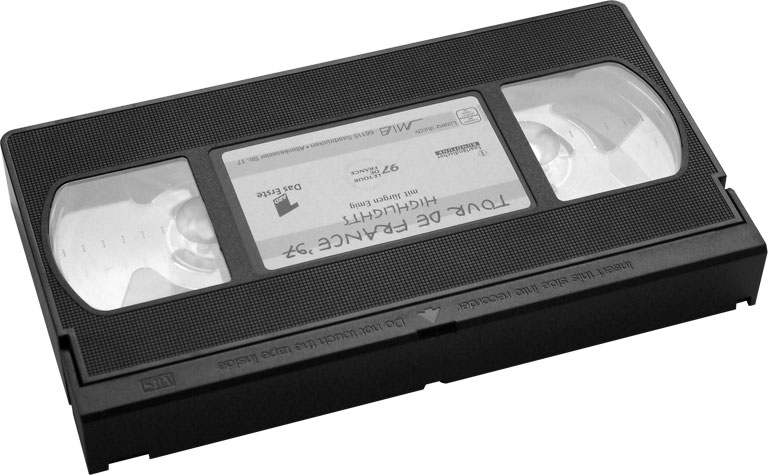
Uma fita VHS tradicional.

Em 1971, os engenheiros da JVC, Yuma Shiraishi e Shizuo Takano montaram uma equipe para desenvolver um VTR direcionado ao uso caseiro. No fim de 1971, eles criaram um diagrama interno, intitulado de "VHS Development Matrix", que estabeleceu doze objetivos para o novo VTR da JVC. Estes objetivos incluíam:
- O sistema deve ser compatível com qualquer aparelho de televisão comum.
- A qualidade de imagem deve ser similar ao de uma imagem de transmitida ao-vivo para as televisões.
- A fita deve conter a capacidade de gravação de pelo menos duas horas.
- As fitas devem ser intercambiáveis entre máquinas.
- O sistema em geral deve ser versátil, significando que pode ser dimensionado ou expansível, tendo a possibilidade de ser conectado a uma câmera ou entre dois gravadores.
- Os gravadores devem ser acessíveis, fáceis de operar, e possuírem uma manutenção acessível - de baixo custo.
- A possibilidade dos gravadores serem produzidos em grande quantidade, suas peças devem ser intercambiáveis, e eles devem ser fácil de serem operados.

No começo de 1972, a indústria de gravação de vídeo comercial no Japão levou um golpe financeiro. A JVC reduziu seus orçamentos e reestruturou sua divisão de vídeo, deixando de lado o projeto do VHS. No entanto, apesar do problema financeiro, Takano e Shiraishi continuaram a trabalhar no projeto em segredo. Em 1973, os dois engenheiros conseguiram desenvolver um protótipo funcional.

### Competição com o Betamax

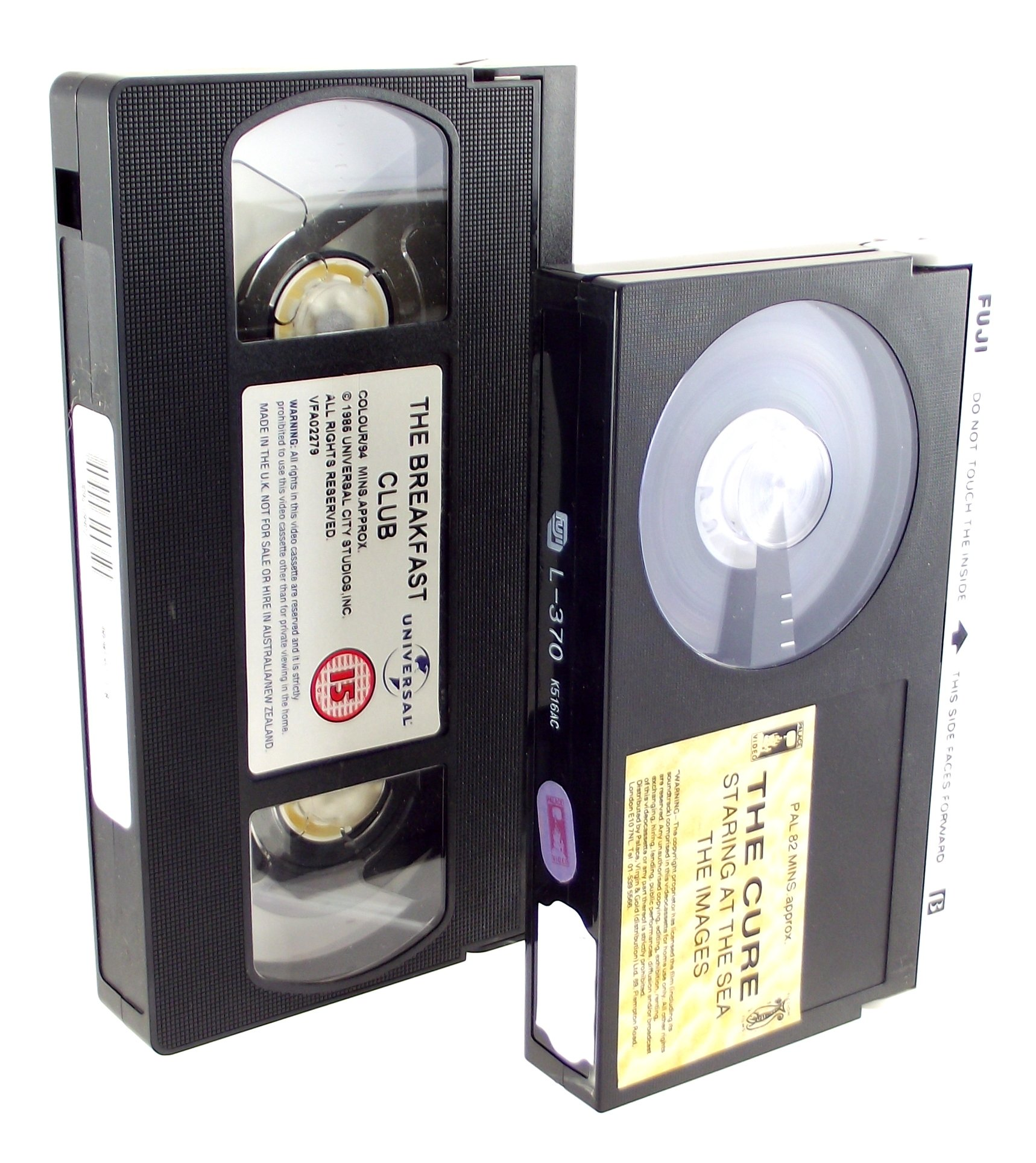
Fita VHS ao lado de uma fita Betamax.

Em 1974, o Ministério do Comércio e da Industria Internacional japonês, com o intuito de evitar a confusão pelo consumidor, tentou forçar a industria japonesa de vídeo a padronizar um único formato de gravação caseira. Posteriormente, a Sony havia um protótipo funcional do formato Betamax, e estava muito próxima de finalizar seu produto. Com este protótipo, a Sony persuadiu o MCII a adotar o formato Betamax, enquanto a JVC tentou convencer outras companhias.
A JVC acreditava que um padrão aberto, com o formato compartilhado com a maioria dos competidores sem o licenciamento da tecnologia, era melhor para o consumidor. Para evitar a MCII de adotar o Betamax, a JVC procurou convencer outras companhias, em particular, a Matsushita (a maior empresa fabricante de eletrônicos de seu período, comercializando seus produtos sob a produtora nacional na maioria dos territórios e na subdivisão da Panasonic na América do Norte, e na acionista majoritária da JVC), a aceitar o VHS e, assim, competir contra a Sony e a MCII. A Matsushita concordou, principalmente com o receio de que a Sony poderia assumir a liderança da área se apenas para o formato Betamax fosse permitida sua produção. A Matsushita também considerou a desvantagem do formato Betamax por ter apenas uma hora de duração.
A colaboração entre as duas empresas conseguiu persuadir a Hitachi, Mitsubishi e a Sharp a colaborar com o padrão VHS. O lançamento do primeiro leitor de videocassete de fitas Betamax no mercado japonês em 1975 colocou mais pressão na MCII. Contudo, a colaboração da JVC com seus afiliados foi muito maior, e fez com que a MCII assinalasse como um padrão para a indústria. A JVC finalmente lançou as primeiras máquinas de VHS no Japão no final de 1976, e nos Estados Unidos no começo de 1977.
O Betamax da Sony competiu com o VHS do começo da década de 70 até a década de 80. As maiores vantagens do Betamax em relação ao VHS, eram referentes ao seu tamanho reduzido, melhor qualidade de vídeo, e mais antiga disponibilidade.
Em países que usavam o padrão NTSC de televisão, o Beta I foi capaz de gravar uma hora de programação em uma velocidade de fita de 1,5 polegadas por segundo (pps) – em seu modo standard-play (SP). Inicialmente, o VHS poderia gravar duas horas de programação à 1,31 pps. O tamanho reduzido da fita do Betamax tinha também um formato limitado de carretel, e não poderia competir com a capacidade de duas horas de duração do VHS. Ao invés disso, a Sony tinha que reduzir a velocidade para 0.787 pps (Beta II) para conseguir alcançar a gravação de duas horas com o mesmo tamanho de fita. Isso reduziu a qualidade outrora superior do Betamax, deixando pior que do VHS quando se comparado de gravações de duas horas. A Sony então lançou uma versão estendida do Betacassette (Beta III), que permitia o Betamax da região NTSC a ter um limite de gravação superior ao de duas horas, mas o formato VHS já havia ganhado a "batalha" dos formatos.
Além do mais, o VHS tinha um "mecanismo de transporte de fita muito menos complexo" que o Betamax, e as máquinas de VHS rebobinavam mais rapidamente que as rivais da Sony.
Nos países que utilizavam os formatos PAL e SECAM de televisão, o tempo de duração do Betamax era semelhante ao de um VHS, a qualidade ao menos aceitável, e a rivalidade entre ambos não durou por muito tempo.

## O primeiro gravador lançado baseado no sistema VHS

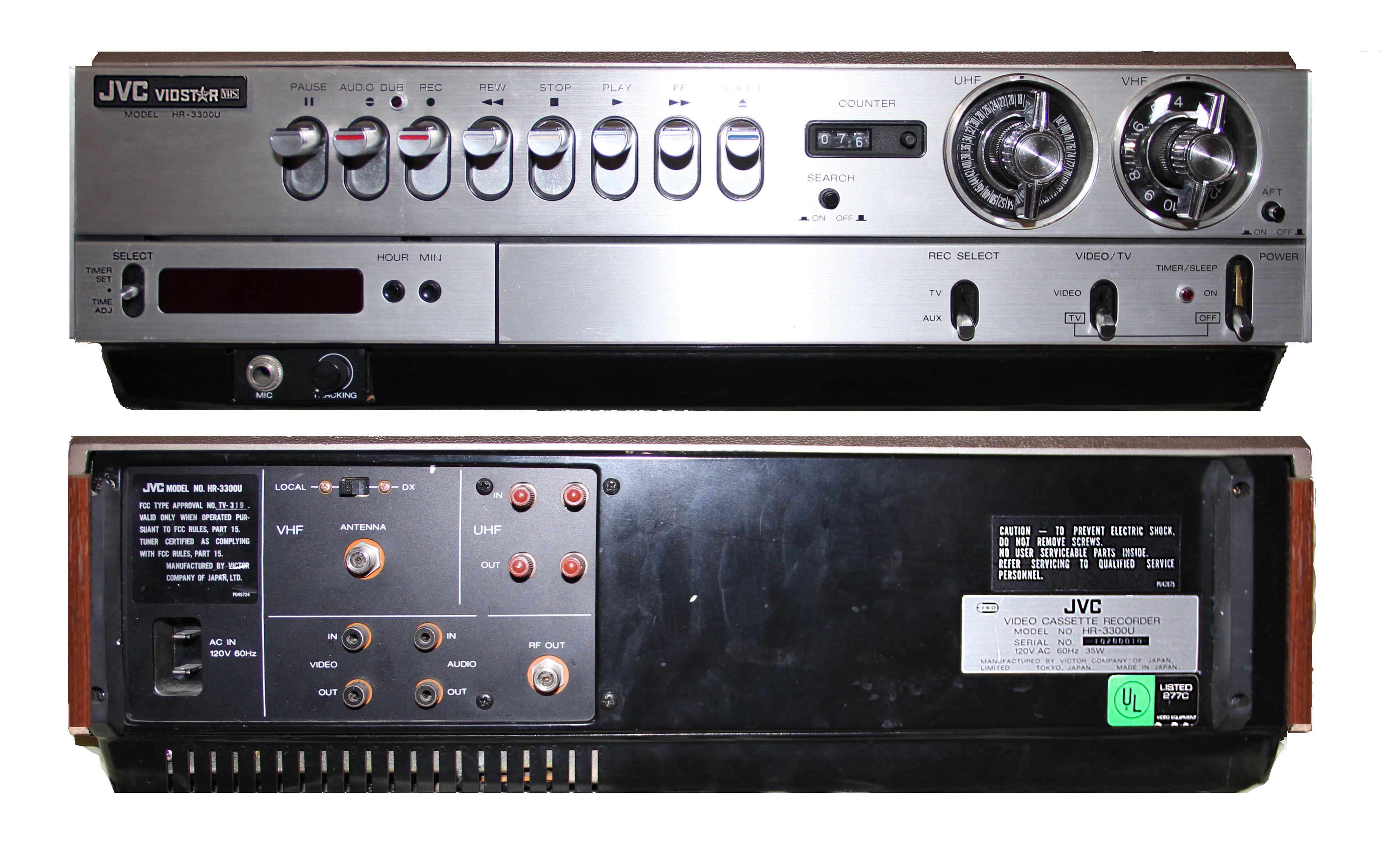
O JVC HR-3300U VIDSTAR – a versão americana do JVC HR-3300. Este é virtualmente idêntico em comparação a sua versão japonesa. A versão japonesa exibia o nome "Victor", e não utiliza o nome "VIDSTAR".

O primeiro VCR para usar VHS foi o Victor HR-3300, sendo apresentado ao presidente da JVC no Okura Hotel em 9 de Setembro de 1976. A JVC começou a desenvolver o HR-3300 em Akihabara (Tokyo, Japão), em 31 de Outubro de 1976. Versões para determinadas regiões foram posteriormente distribuídas, como o HR-3300U para os Estados Unidos, e o HR-3300EK, para a Inglaterra. O Estados Unidos recebeu seu primeiro VCR - RCA VBT200 -, em 23 de Agosto de 1977. A unidade de RCA foi desenvolvida pela Matsushita, tendo esta desenvolvido o primeiro leitor de VCR baseado na leitura de VHS que não fosse a JVC. Ele também era capaz de gravar quatro horas no modo LP (long play). A Inglaterra posteriormente recebeu seu primeiro sistema de VCR em 1978, sendo este o HR-3300EK.
A Quasar e a General Electric, iriam se basear no sistema baseado em VHS - isto é, todos desenvolvidos pela Matsushita. Em 1978, a Matsushita (Panasonic) sozinha foi capaz de produzir pouco mais da metade de todos VCRs japoneses.

## Detalhes técnicos

### O design da fita

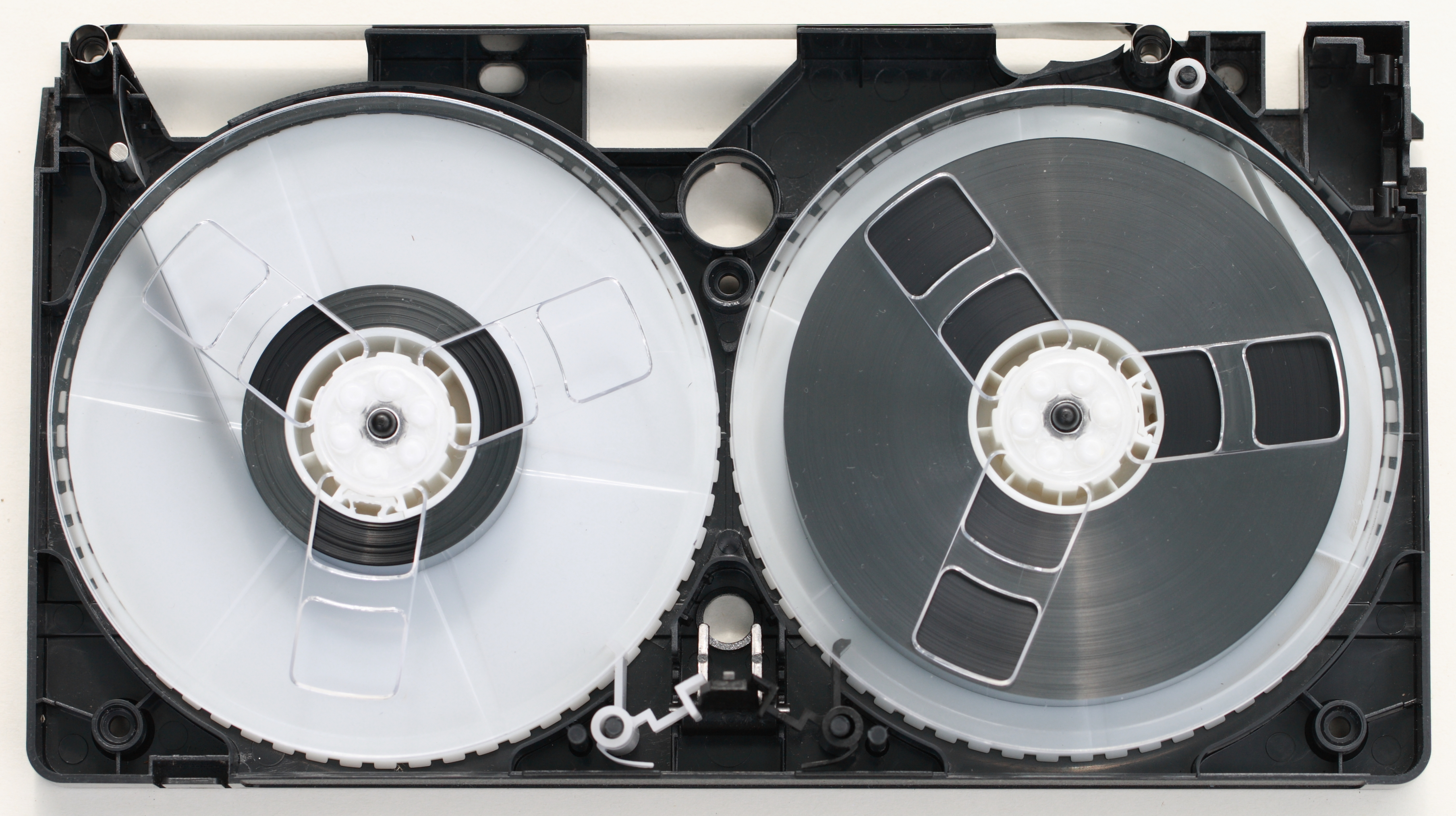
Visão superior de um VHS com a carcaça frontal removida.

A fita em VHS possui 187mm, 103mm de profundidade, e 25mm de espessura (73⁄8 × 41⁄16 × 1 polegadas); consiste a mesma em um escudo plástico, fixado por cinco parafusos Phillips. O plástico superior que protege a fita possui um trinco interno de alternância em seu lado direito (como mostrado na imagem ao lado). O VHS também possui o mecanismo anti-despooling, consistindo este de diversas partes de plástico entre os carretéis de plástico, situado na frente da fita (a parte em preto e branco como apresentado na imagem). Os carretéis de plástico são liberados por uma alavanca de transição de 6,35mm (¼ polegada), que possuem acesso à parte inferior da fita, tendo 19mm (¾ de polegada) para a parte interna da borda".
Há uma sistema transparente principal na extremidade das fitas para fornecer uma parada automática para o mecanismo do VCR. A fonte clara é colocada dentro da fita por um buraco circular no centro da parte inferior — quando colocado em um VCR —, enquanto dois fotodiodos estão localizados nos lados esquerdo e direito, onde a fita é expulsa pelo VCR. Quando o sistema transparente atinge um destes, uma luz suficiente irá passar pela fita para o fotodiodo, com o objetivo de acionar a função de parada; em máquinas mais modernas, estas irão começar a rebobinar a fita quando seu final é detectado. Os primeiros VCRs utilizavam uma pequena lâmpada incandescente como fonte de luz, que ocasionalmente dava problemas e fazia com que, erroneamente, o videocassete reconhecesse a fita localizada como vazia, ou ainda poderia detectar a lâmpada fundida e parar de funcionar completamente. Designs posteriores utilizavam um LED infravermelho, que tinha um tempo de vida muito mais prolongado.
O sistema de gravação possui uma espessura de 12,7mm (½ polegada), revestido por um óxido de Mylar. A velocidade da fita no modo "Standard Play", possui 3,335 cm/s (1,313 pps) para o NTSC, 2,339 cm/s (0,921 pps) para PAL - ou basicamente 2,0 e 1,4 metros por minuto respectivamente.

### A técnica de carregamento da fita

O sistema "M-loading".

Como na maioria dos sistemas baseados em videoteipe, as máquinas de VHS carregam a fita de forma que, após inserida, a cabeça do videocassete faz uma rotação de 1798,2 RPM nas máquinas NTSC, e 1500 RPM no sistema PAL; cada rotação completa da cabeça corresponde a um video frame. O VHS 
faz o uso do sistema "M-loading", também conhecido como "M-lacing", onde a fita é manuseada por dois segmentos e transportada a mais ou menos 180 graus da cabeça interna do mecanismo (e de outros componentes do videocassete), com essa transição feita em um formato mais ou menos similar à letra M.

### Capacidade de gravação

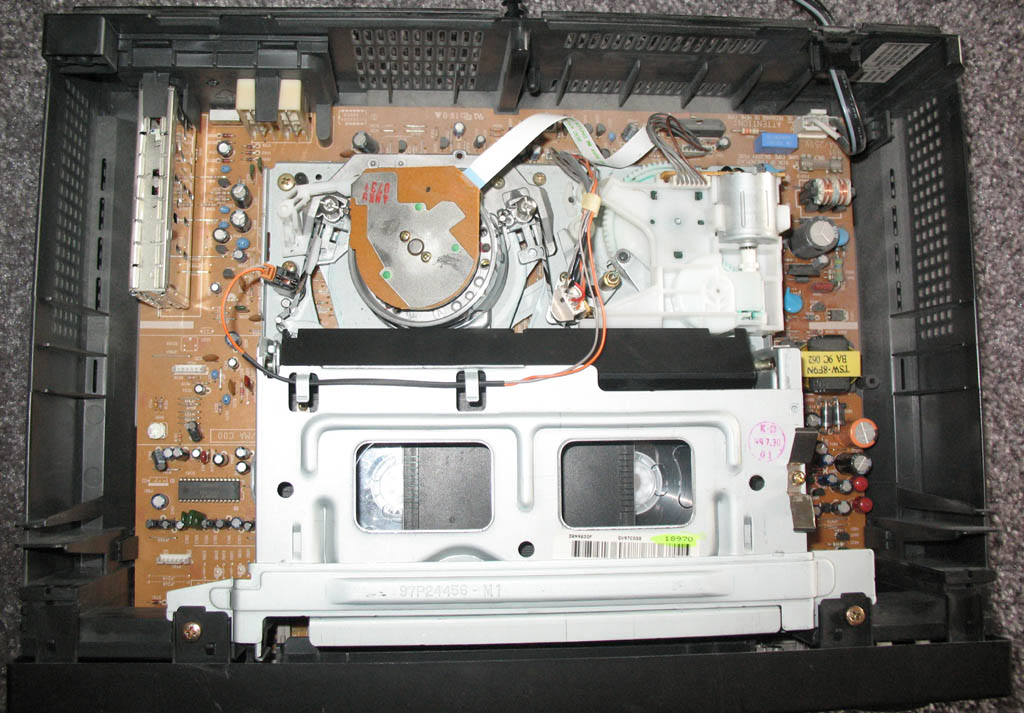
A parte interna de um VCR moderno

Um VHS é capaz de conter um limite de aproximadamente 430m de fita, na menor espessura possível, isto é, oferecendo um limite de execução de mais ou menos quatro horas em um T-240/DF480 para NTSC, e cinco horas em um E-300 para a região PAL na qualidade
"standard play" (SP). Mais frequentemente, no entanto, as fitas em VHS possuíam uma estrutura mais espessa que o mínimo requisitado para evitar complicações como compotas e quebras na fita. Outras velocidades incluem os mods "long play" (LP), "extended play" (EP), ou "super long play" (SLP) (padrão na região NTSC; raramente encontrado em máquinas PAL). Para o NTSC, LP e EP/SLP, é possível dobrar ou triplicar o tempo de gravação por vias da redução de velocidade, mas essas reduções reduzem a qualidade de vídeo - das tradicionais 250 linhas no modo SP, para 230 linhas horizontais no modo LP, e ainda menos no modo EP/SLP. Velocidades mais lentas causam uma redução linear (non-hifi) altamente perceptível, bem como na qualidade da trilha de áudio, já que a velocidade das puras fitas lineares se tornam muito mais lentas que o comum, isto é, do que é considerado uma qualidade minimamente satisfatória para a gravação de áudio.

### Duração das Fitas
As fitas cassete NTSC ou PAL/SECAN são fisicamente idênticas (apesar de os sinais gravados nas mesmas serem incompatíveis). No entanto, como a velocidade difere entre NTSC e PAL/SECAM, o tempo de reprodução para qualquer cassete irá variar de acordo com os sistemas. Com o objetivo de evitar confusões, os fabricantes decidiram indicar o tempo de reprodução em minutos de uma fita. É perfeitamente possível gravar ou reproduzir uma fita virgem de uma região NTSC em um videocassete PAL, mas o tempo de reprodução final será diferente do real/indicado.
Para calcular o tempo de gravação de uma fita T-XXX em uma máquina PAL, utiliza-se a fórmula: PAL/SECAM Tempo de gravação = E-XXX em minutos * (1,426)
Para calcular o tempo de gravação de uma uma fita E-XXX em uma máquina NTSC, utiliza-se, portando, a fórmula: NTSC Tempo de gravação = E-XXX em minutos * (0,701)
Alguns gravadores mais modernos na Panasonic da região NTSC/ATSC também incluíam o modo XP, que não faz parte da especificação oficial. Este permite a gravação dobrada da velocidade SP, da forma que um T-180 mantêm uma hora e meia. A tabela abaixo justificará de forma pormenorizada estas questões diferenciais.
- E-XXX indica o tempo de reprodução em minutos para PAL ou SECAM nas velocidades SP ou LP.
- T-XXX indica o tempo de reprodução em minutos para NTSC ou PAL-M no modo SP, LP e nas velocidades EP/SLP
- SP significa Standard Play (execução padrão) e LP significa Long Play (reprodução prolongada) (½ de velocidade, equivalente a gravação em um DVHS no modo HS). EP significa "Extended Play" (reprodução estendida), enquanto SLP significa "Super Long Play" (reprodução super estendida) (⅓ de velocidade), qe é o padrão primariamente presente no mercado NTSC.

| Tape label (duração nominal em minutos) | Duração da fita | Duração da fita | Tempo de Gravação (NTSC) | Tempo de Gravação (NTSC) | Tempo de Gravação (NTSC) | Tempo de Gravação (PAL) | Tempo de Gravação (PAL) | Tempo de Gravação (PAL) |
| Tape label (duração nominal em minutos) | m               | pés             | SP                       | LP                       | EP/SLP                   | SP                      | LP                      |                         |
| NTSC                                    |                 |                 |                          |                          |                          |                         |                         |                         |
| --------------------------------------- | --------------- | --------------- | ------------------------ | ------------------------ | ------------------------ | ----------------------- | ----------------------- | ----------------------- |
| T-20                                    | 44              | 145             | 22 min                   | 44 min                   | 66 min (1h 06)           | 31.5 min                | 63 min                  |                         |
| T-30 (Um típico VHS-C)                  | 63              | 207             | 31.5 min                 | 63 min (1h 03)           | 95 min (1h 35)           | 45 min                  | 90 min (1h 30)          |                         |
| T-45                                    | 94              | 310             | 47 min                   | 94 min (1h 34)           | 142 min (2h 22)          | 67 min (1h 07)          | 135 min (2h 15)         |                         |
| T-60                                    | 126             | 412             | 63 min (1h 03)           | 126 min (2h 06)          | 188 min (3h 08)          | 89 min (1h 29)          | 179 min (2h 59)         |                         |
| T-90                                    | 186             | 610             | 93 min (1h 33)           | 186 min (3h 06)          | 279 min (4h 39)          | 132 min (2h 12)         | 265 min (4h 25)         |                         |
| T-120 / DF240                           | 247             | 811             | 124 min (2h 04)          | 247 min (4h 07)          | 371 min (6h 11)          | 176 min (2h 56)         | 352 min (5h 52)         |                         |
| T-150 / DF300                           | 316.5           | 1040            | 158 min (2h 38)          | 316 min (5h 16)          | 475 min (7h 55)          | 226 min (3h 46)         | 452 min (7h 32)         |                         |
| T-160                                   | 328             | 1075            | 164 min (2h 44)          | 327 min (5h 27)          | 491 min (8h 11)          | 233 min (3h 53)         | 467 min (7h 47)         |                         |
| T-180 / DF-360                          | 369             | 1210            | 184 min (3h 04)          | 369 min (6h 09)          | 553 min (9h 13)          | 263 min (4h 23)         | 526 min (8h 46)         |                         |
| T-200                                   | 410             | 1345            | 205 min (3h 25)          | 410 min (6h 50)          | 615 min (10h 15)         | 292 min (4h 52)         | 584 min (9h 44)         |                         |
| T-210 / DF420                           | 433             | 1420            | 216 min (3h 36)          | 433 min (7h 13)          | 649 min (10h 49)         | 308 min (5h 08)         | 617 min (10h 17)        |                         |
| T-240 / DF480                           | 500             | 1640            | 250 min (4h 10)          | 500 min (8h 20)          | 749 min (12h 29)         | 356 min (5h 56)         | 712 min (11h 52)        |                         |
| PAL                                     |                 |                 |                          |                          |                          |                         |                         |                         |
| E-30 (Um típico VHS-C)                  | 45              | 148             | 22.5 min                 | 45 min                   | 68 min (1h 08)           | 32 min                  | 64 min (1h 04)          |                         |
| E-60                                    | 88              | 290             | 44 min                   | 88 min (1h 28)           | 133 min (2h 13)          | 63 min (1h 03)          | 126 min (2h 06)         |                         |
| E-90                                    | 131             | 429             | 65 min (1h 05)           | 131 min (2h 11)          | 196 min (3h 16)          | 93 min (1h 33)          | 186 min (3h 06)         |                         |
| E-120                                   | 174             | 570             | 87 min (1h 27)           | 174 min (2h 54)          | 260 min (4h 20)          | 124 min (2h 04)         | 248 min (4h 08)         |                         |
| E-150                                   | 216             | 609             | 108 min (1h 49)          | 227 min (3h 37)          | 324 min (5h 24)          | 154 min (2h 34)         | 308 min (5h 08)         |                         |
| E-180                                   | 259             | 849             | 129 min (2h 09)          | 259 min (4h 18)          | 388 min (6h 28)          | 184 min (3h 04)         | 369 min (6h 09)         |                         |
| E-195                                   | 279             | 915             | 139 min (2h 19)          | 279 min (4h 39)          | 418 min (6h 58)          | 199 min (3h 19)         | 397 min (6h 37)         |                         |
| E-200                                   | 289             | 935             | 144 min (2h 24)          | 284 min (4h 44)          | 428 min (7h 08)          | 204 min (3h 24)         | 405 min (6h 45)         |                         |
| E-210                                   | 304             | 998             | 152 min (2h 32)          | 304 min (5h 04)          | 456 min (7h 36)          | 217 min (3h 37)         | 433 min (7h 13)         |                         |
| E-240                                   | 348             | 1142            | 174 min (2h 54)          | 348 min (5h 48)          | 522 min (8h 42)          | 248 min (4h 08)         | 496 min (8h 16)         |                         |
| E-270                                   | 392             | 1295            | 196 min (3h 16)          | 392 min (6h 32)          | 589 min (9h 49)          | 279 min (4h 39)         | 559 min (9h 19)         |                         |
| E-300                                   | 435             | 1427            | 217 min (3h 37)          | 435 min (7h 15)          | 652 min (10h 52)         | 310 min (5h 10)         | 620 min (10h 20)        |                         |

### Proteção contra copias
Uma vez que o VHS foi desenvolvido para facilitar a gravação de diversas fontes, incluindo transmissões de televisão e outras unidades de VCR, os produtores rapidamente perceberam que usuários domésticos conseguiram usar os dispositivos para copiar vídeos de uma fita para a outra. Isso foi assinalado como um grande problema, onde os membros do Motion Picture Association of America (MPPA), alegou que a situação lhe causou uma grande perda financeira. Como uma resposta, diversas companhias desenvolveram tecnologias para proteger as fitas com direitos autorais da outrora duplicação pelos usuários.
O método mais popular foi o Macrovision, produzido pela companhia homônima (hoje a companhia, no entanto, possui o nome Rovi Corporation). De acordo com a Macrovision, "A tecnologia foi aplicada em cerca de 550 milhões de videocassetes anualmente e é usada em todos os estúdios de filmes da MPAA, ou ao menos em todos seus videocassetes. Mais de 220 instalações de copias comerciais por todo o mundo foram equipadas para suportar o sistema de proteção Macrovision para videocassete referente aos direitos autorais. Também, "O estudo identificou que 30% dos usuários domésticos admitem ter cópias não autorizadas, e que a perda total é estimada em 370 milhões de dólares anualmente". O sistema foi inicialmente utilizado em filmes com seus direitos registrados, começando pela longa-metragem The Cotton Club.
O sistema de proteção da Macrovision perdurou por muitos anos, mas sempre apresentava erros deliberados constantemente durante seu funcionamento em relação ao fluxo de saída de vídeo do VHS. Esses erros na saída de vídeo eram ignorados pela maioria dos televisores, mas interferiam na regravação de programação por um segundo VCR. A primeira versão do Macrovision continha picos de tensão durante o vertical blanking interval, que ocorria entre os campos do vídeo. Essas grandes tensões confundiam o controle automático de ganho na maioria dos VCRs de VHS, levando a diferentes níveis de brilho na saída de vídeo, mas eram ignorados pela televisão já que eles não tinham um tempo de exibição dos frames. O Macrovision "nível II" utiliza um processo chamado de "colorstriping", que inverte o excesso de cor do sinal analógico e faz com que cores não expostas apareçam na imagem. A proteção de nível III adicionou outras técnicas de colorstriping para degradar ainda mais a imagem.
Esses métodos de proteção funcionavam bem para acabar com a cópia entre VCRs analógicos de seu período. Produtos capazes de gravação de vídeo digital, no entanto, também foram solicitados pela lei para incluir características que identificavam o sistema de codificação de fluxos de entrada e, assim, rejeitar a cópia do vídeo. Tanto a detecção intencional ou falsa-positiva do sistema de proteção da Macrovision, acabou frustrando os saudosistas que desejavam fazer cópias de suas fitas em VHS para a preservação de seus vídeos no formato digital.

## Variantes do VHS

### Super-VHS / ADAT / SVHS-ET
Várias versões melhoradas do VHS existiram, mais notavelmente, o Super-VHS, um padrão analógico com largura de banda de vídeo melhorada. O S-VHS melhorou a resolução da iluminação horizontal para 400 linhas (contra 250 para o VHS, e 500 para o DVD). O sistema de áudio continuou, no entanto, o mesmo. O S-VHS teve um pequeno impacto no mercado de uso doméstico, mas ganhou grande atenção 
no mercado de câmeras (camcorders), devido sua qualidade superior.
O formato ADAT permitia a possibilidade de gravar áudios digitais em várias trilhas através do S-VHS. A JVC também desenvolveu a tecnologia SVHS-ET para suas camcorders Super-VHS, e seus VCRs, que basicamente permitia gravar os sinais do Super-VHS em fitas VHS de baixo custo, no entanto, com uma imagem levemente embaçada. Posteriormente, quase todas as camcorders Super-VHS e VCRs
tinham a tecnologia SVHS-ET.

### VHS-C / Super VHS-C

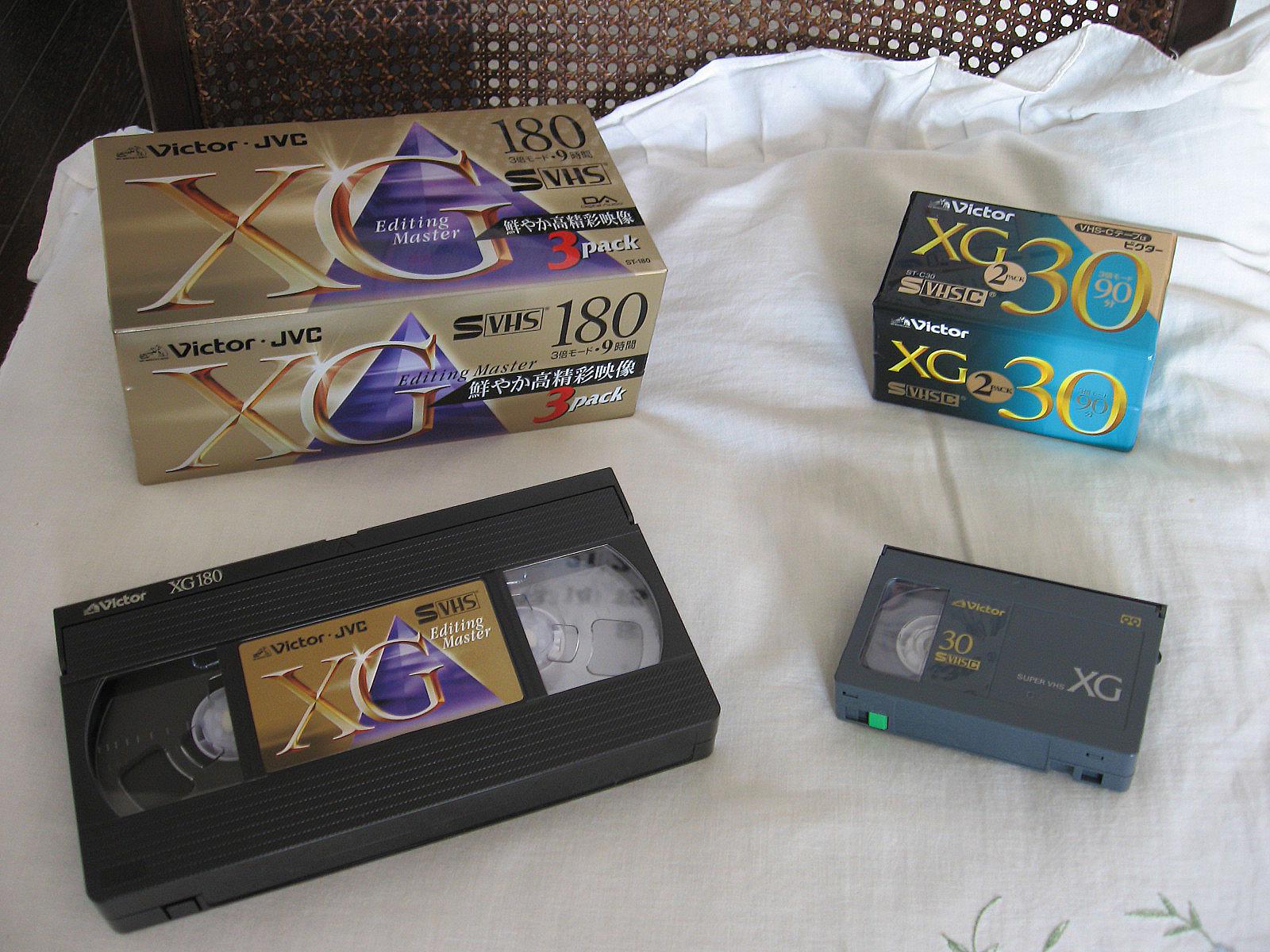
Victor S-VHS (à esquerda) e o S-VHS-C (à direita).

Outra variação é o VHS-Compact (abreviado como VHS-C), originalmente desenvolvido para VCRs portáteis em 1982, mas que obteve mais sucesso em camcorders. A fita disponível de maior duração para NTSC mantém 60 minutos no modo SP, e 180 minutos no modo EP. Uma vez que as fitas VHS-C eram baseadas nas tradicionais fitas magnéticas - isto é, incluindo no seu tamanho -, elas podiam ser executadas em um videocassete comum usando um adaptador, sem quaisquer necessidade de conversões. A fita magnética em VHS-C, é composta de um carretel principal, e usa uma roda de engrenagem para avançar a fita. O adaptador é totalmente mecânico, embora alguns modelos iniciais fossem motorizados juntamente com uma bateria. 
O Super VHS-C ou S-VHS Compact foi desenvolvido pela JVC em 1987. O S-VHS tinha uma melhor luminância e crominância; gravadores de S-VHS eram compatíveis com fitas VHS.

A Sony não conseguia reduzir o tamanho do rival da JVC, o Betamax, então, desenvolveu o Video8/Hi8, que era o concorrente direto do formato VHS-C/S-VHS-C no decorrer dos anos 80, 90 e 2000. No final das contas, nenhum dos formatos "ganhou", já que haviam sido substituídos pelos equipamentos digitais de alta definição.

### VHS single
VHS single, melhor definido como single em videoteipe, ou Video 45s (uma brincadeira com o termo "45" quando usado para descrever a vinyl records), era utilizado para o lançamento de singles em fitas VHS tradicionais. O formato existe desde o começo dos anos 80. Em 1983, a banda britânica de synthpop, The Human League, lançou o primeiro single da Inglaterra, tanto em VHS como Betamax, intitulado de "The Human League Video Single". Não foi um grande sucesso devido seu preço altíssimo de £10,99 - se comparado com £1,99 da versão do single em vinil.
O single em videotape ganhou uma popularidade mainstream quando Madonna lançou "Justify My Love" como um single em VHS. O U2 também lançou o seu lead single (o primeiro single de um artista), "Numb", no formato VHS single, do álbum Zooropa, como um single em vídeo.
Apesar do sucesso destes lançamentos, os singles em VHS eram relativamente raros, já que a tecnologia foi lentamente sucedida pelo primeiro CD Video (que se provou sem muito sucesso devido ao custo dos players de LaserDisc para executar a parte em vídeo), CDs de música com arquivos em vídeo acessíveis por computadores e, por fim, no começo dos anos 2000, com o lançamento dos DVD singles e CD+DVD.

### W-VHS / Digital-VHS (alta definição)
O W-VHS foi um formato já em HDTV (analógico), tendo sido desenvolvido pela JVC no começo de 1994. Este permitia o uso e compatibilidade com o MUSE (Multiple sub-Nyquist sampling encoding), um sistema analógico de televisão.
Um outro padrão melhorado, chamado de Digital-VHS (D-VHS), possui a capacidade de gravar vídeos digitais de alta definição por vias de uma fita VHS. O D-VHS pode gravar por até 4 horas no formato ATSC em 720p ou 1080i, usando o método mais veloz possível (sendo equivalente ao VHS-SP), ou 49 horas de áudio de baixa-qualidade em velocidades menores.

### D9
A JVC ainda desenvolveu um componente para produção digital conhecido como Digital-S, que teve seu nome alterado para D9 em 1999. Este usa o mesmo formato do VHS tradicional, e as mesmas técnicas de manuseio do gravador de S-VHS. Este formato é o formato menos caro a suportar o Sel-Sync para edição de vídeo.
O D9 competiu com o Digital Betacam da Sony no mercado profissional de radiofusão, apesar de que o formato da Sony se mostrou superior, ao contrário do que aconteceu com a guerra de fitas da JVC e da Sony - uma vez que o VHS da JVC se mostrou superior ao Betamax da Sony. Atualmente, o D9 foi sucedido pelos formatos de alta definição, se tornando obsoleto.

## Acessórios

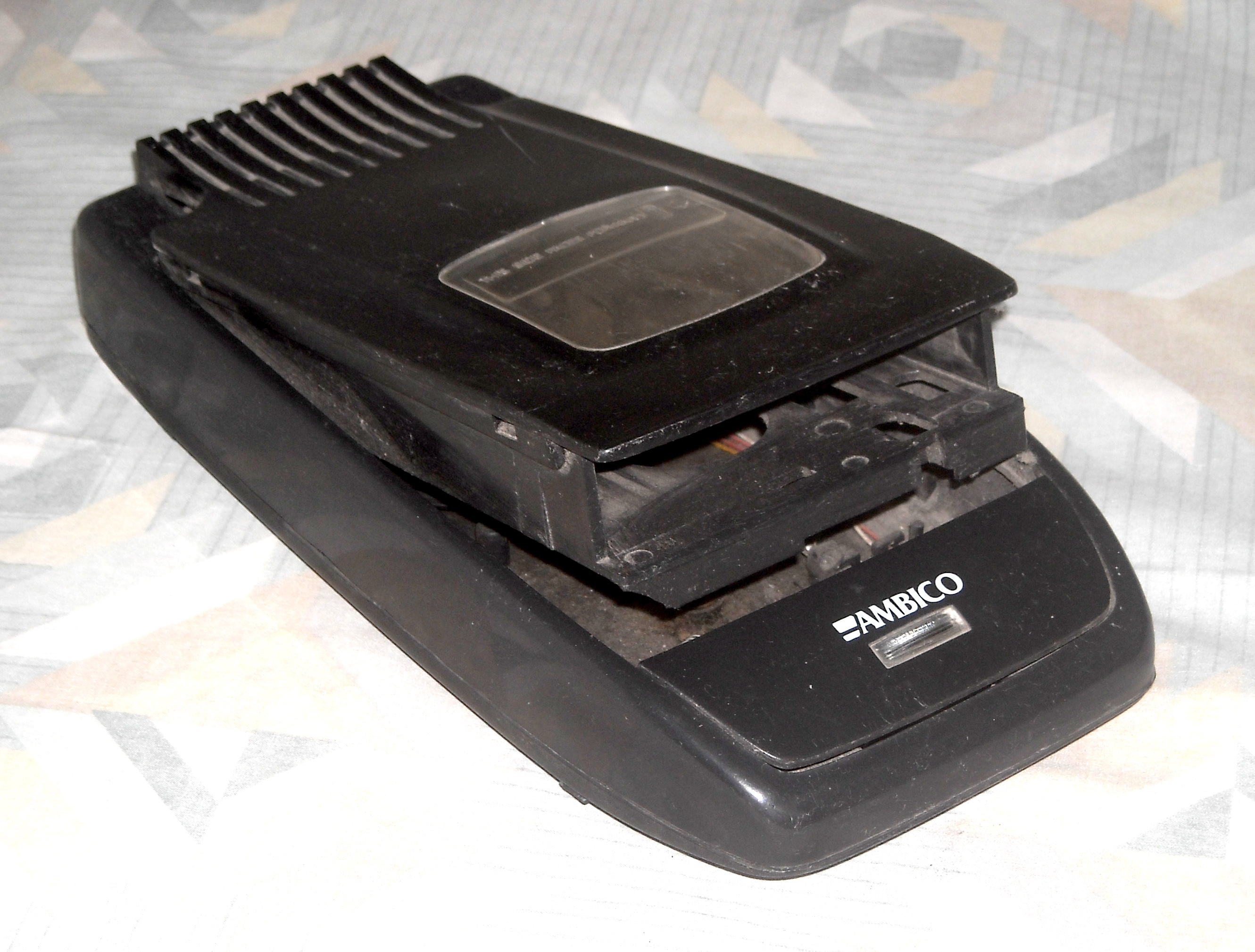
Um rebobinador de fitas VHS da Ambico.

Logo após a introdução do formato VHS, rebobinadores de VHS foram desenvolvidos. Esses dispositivos tinham como única funcionalidade de rebobinamento de fitas de VHS. Os defensores dos rebobinadores argumentavam que, a utilização da função de rebobinar uma fita VHS em um videocassete comum, poderia levar danos ao mecanismo do videocassete, e os rebobinadores fariam essa tarefa sem riscos, e em uma velocidade superior se comparada com de um videocassete. No entanto, alguns rebobinadores tinham ímpetos de paradas, o que poderia, ocasionalmente, danificar uma fita.
Alguns dispositivos que foram comercializados, permitiam o uso de um computador para utilizar um VHS como dispositivo de backup. O mais conhecido foi o ArVid, muito utilizado na Rússia e nos estados pertencentes ao CEI. Sistemas semelhantes foram desenvolvidos nos Estados Unidos pela Corvus e a Alpha Microsystems, enquanto na Inglaterra pela Danmere LTD..

## Padrões de sinal
O VHS pode gravar e executar em todas as variedades de sinais analógicos existentes desde o período que o VHS foi concebido. Todavia, um aparelho deve ser designado para gravar no padrão entregue. Geralmente, um aparelho de videocassete pode apenas trabalhar com sinais
que utilizam o mesmo padrão do seu país. Isso se deve ao fato de que alguns parâmetros de transmissão analógica de uma TV não são aplicáveis para os gravações de VHS; o número de variações de gravações em fitas VHS é menor que o número de variações de transmissões de TV — por exemplo, televisores e analógicos e máquinas em VHS (exceto pelos dispositivos multi-padrão) não são intercambiáveis entre
o Reino Unido e a Alemanha, mas as fitas VHS são. Os seguintes formatos existem no convencional VHS (listado pelo seu padrão/linhas/frames):
- SECAM/625/25 (SECAM, variação francesa)
- MESECAM/625/25 (em grande parte dos outros países que usam o SECAM, mais notavelmente a antiga União Soviética e o Oriente Médio)
- NTSC/525/30 (Grande parte das Américas, Japão, e Coreia do Sul)
- PAL/525/30 (exemplo: PAL-M, Brasil)
- PAL/625/25 (grande parte da Europa Ocidental, Austrália, Nova Zelândia, muitas partes da Asia como a China e a Índia, algumas regiões da Coreia do Sul, bem como a Argentina, Uruguai, Ilhas Malvinas e o continente Africano)

Deve-se perceber que os VCRs PAL/625/25 permitem a execução de fitas SECAM (e o MESECAM) com imagens monocromáticas, e vice-versa, assim
como o padrão de linhas é o mesmo. Desde a década de 90, os aparelhos de VHS de múltiplo padrão são capazes de suportar uma grande variedade de padrões suportados, se tornando assim algo mais comum. Por exemplo, os videocassetes vendidos na Austrália e na Europa podem geralmente suportar o formato PAL, MESECAM — para gravação e execução —, e o NTSC para execução. Máquinas dedicadas que comportam 
vários formatos podem naturalmente suportar todos os padrões aludidos, e alguns modelos de última geração são capazes de converter o conteúdo de uma fita de um padrão para o outro durante a sua execução usando seus conversores de padrão embutidos.
O S-VHS foi apenas implementado no PAL/625/25 e no NTSC/525/30; os aparelhos S-VHS vendidos no mercado SECAM são gravados internalmente em PAL, e realizam a conversão entre PAL e SECAM durante a gravação e playback. As máquinas S-VHS para o mercado Brasileiro gravam em NTSC e podem ser efetuadas conversões entre este e o formato padrão da região, PAL-M.
Apenas uma pequena quantidade de decks de VHS são capazes de decodificar closed captions em videocassetes pré-gravados. Um número menor ainda é capaz, adicionalmente, a gravar legendas transmitidas com o padrão mundial de sinais em teletexto (em serviços pré-digitais), simultaneamente com um programa associado. Destarte, o formato S-VHS tinha resolução suficiente para gravar os sinais em teletexto com quantidades menores de erros.

## Logo

O primeiro logotipo do VHS

O logotipo do VHS foi comissionado pela JVC, e inserido primeiramente no JVC HR-3300 em 1976. O logotipo faz o uso da fonte Lee (Lee font), desenhada por Leo Weisz.

## Uso nomarketing
O VHS foi popular se tratando de conteúdos de longa duração, como longa-metragens ou documentários, assim como com conteúdos de pouca duração, como vídeos musicais, vídeos em lojas, vídeos educacionais, distribuição de palestras e demonstrações. Fitas de VHS de instruções às vezes vinham inclusas com diversos produtos e serviços, incluindo equipamentos para exercício, aparelhos de cozinha, e até softwares para computador.

## VHS vs. Betamax

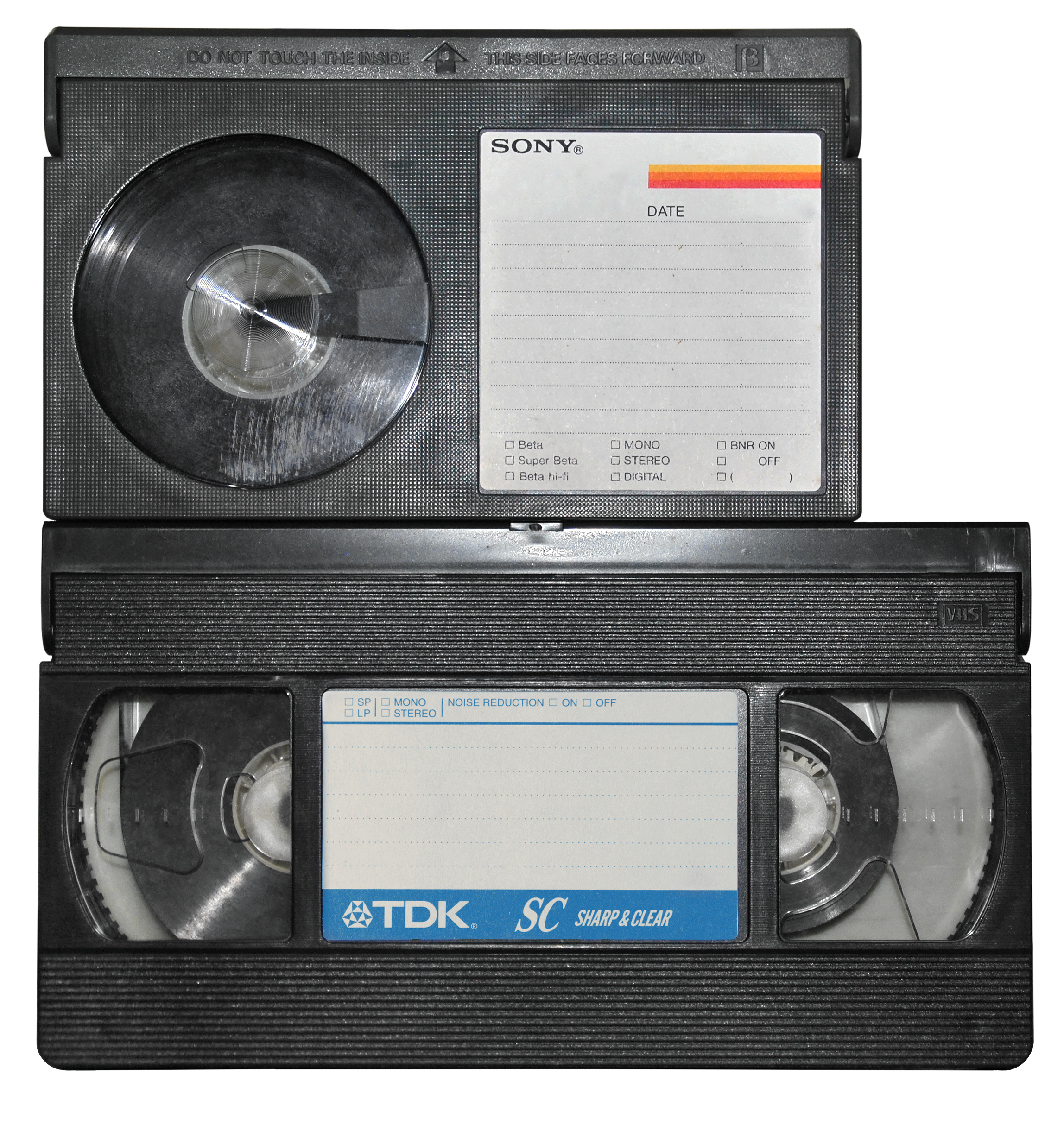
Comparação de tamanho de um Betamax (no topo) com um VHS (abaixo).

O formato VHS foi o vencedor de uma longa e agressiva guerra de formatos durante o final dos anos 70 até o começo dos anos 80 contra o Betamax da Sony, assim como com outros formatos de seu tempo.
O Betamax foi altamente visto como um formato melhor, já que a fita tinha um tamanho melhor, e o Betamax oferecia uma qualidade de vídeo levemente superior que o VHS - tinha um menor ruído de vídeo, menor quantidade de crosstalk, e foi comercializado com a descrição de que imagens no Betamax eram melhores que no VHS. No entanto, o fator de discórdia tanto entre os consumidores como e os próprios parceiros do Betamax, era o seu tempo de gravação. Para aumentar o tempo de gravação, o Beta II (que tinha duas horas de duração, próprio para regiões NTSC) foi lançado com o objetivo de competir com o formato de duas horas do modo SP do VHS, reduzindo assim a resolução horizontal do Betamax de 240 linhas (contra 250). Por outro lado, uma extensão do VHS para VHS HQ (HQ de High Quality) conseguia reproduzir em 250 (contra 240) do último Betamax; como resultado final, um usuário do VHS e do Betamax poderia notar uma resolução virtualmente idêntica.
Já que o Betamax foi lançado mais de um ano antes do VHS, este conseguiu manter uma certa liderança na guerra dos formatos. No entanto, a partir de 1981, as vendas do Betamax cairam para 25% de todas as vendas. Existem diversos debates entre especialistas sobre a causa para a perda do Betamax. Alguns destes, como o fundador da Sony, Akio Morita, disse que isso se deve à estratégia de licenciamento utilizado pela Sony com as outras fabricantes, o que manteve o custo de um videocassete de Betamax ser mais alto que o de um VHS, além de que a JVC permitiu que outras fabricantes produzissem as máquinas de VHS sob licença gratuita, destarte, mantendo os custos baixos. Outros dizem que o VHS tinha uma comercialização muito melhor, já que companhias de eletrônicos muito maiores de seu tempo (A Matsushita, por exemplo) davam suporte ao VHS.

## O VHS no mercado brasileiro
O primeiro videocassete lançado no mercado brasileiro, foi produzido pela Sharp em 1982, sendo este o VC 8510,já que outrora grande parte dos aparelhos vinham dos Estados Unidos (a um custo proibitivo, devido às inúmeras leis protecionistas existentes na época) e seus sistemas deviam ser adaptados para o padrão de cores do Brasil, o PAL-M.
Tão logo, o sistema teve boa recepção no pais, ganhando espaço em videolocadoras, bem como pela distribuição ilegal de fitas. As fitas VHS pré gravadas perduraram até meados dos anos 2000 no mercado internacional. O Brasil seguiu a mesma tendência, após a tímida introdução do DVD no mercado nacional em 1998. Em 2006, o aluguel de DVD superou o de fitas VHS nas locadoras paulistanas. Porém, elas continuaram sendo bastante utilizadas por mais alguns anos graças a facilidade de gravação em relação ao DVD. Em 2009, quase metade dos edifícios de São Paulo ainda utilizavam fitas VHS na gravação das câmeras de segurança.

## Declínio nos Estados Unidos
O videocassete sempre esteve presente nas salas de estar por mais de 20 anos desde sua introdução em 1977. O mercado de gravação, assim como o mercado de camcorders, haviam sido mudados para os meios de gravação digital em discos de estado sólido. A entrada do formato DVD no mercado americano em Março de 1997, provocou o inicio do declínio do mercado de VHS.
Apesar do fato de que 94,5 milhões de americanos ainda utilizavam videocassetes/VHS em 2005, este número teve uma contínua baixa. Diversos varejistas nos Estados Unidos e na Europa anunciaram que parariam de vender os equipamentos de VHS em 2004, 2005 e 2006. O último filme a ser lançado no formato VHS nos Estados Unidos, foi A History of Violence, em 2006. Em 2008, a Distribuition Video Audio Inc., a última grande fornecedora de fitas VHS pré-gravadas, enviou sua última remessa de fitas para as lojas dos Estados Unidos.
Nos Estados Unidos, não havia mais varejistas que vendiam fitas em VHS, tendo estes foco apenas nos formatos DVD e Blu-ray. Além disso, todos os grandes estúdios de Hollywood não lançavam mais fitas em VHS. No entanto, existiam algumas exceções. The House of the Devil foi lançado em VHS em 2010 como um exclusivo da Amazon, com a tentativa de mimicar os filmes de terror da década de 80. Além deste, o filme de terror V/H/S/2 foi lançado como um combo na América do Norte, incluindo uma fita em VHS, sem mencionar nas mídias Blu-ray e DVD inclusas em 24 de Setembro de 2013.
Apesar da descontinuação do VHS nos Estados Unidos, os gravadores de VHS e as fitas virgens continuam a ser vendidas em lojas de outros países. Sabendo do uso contínuo do VHS, a Panasonic anunciou o primeiro leitor e tocar de VHS e Blu-ray (simultâneos) do mundo em 2009. O último videocassete leitor de VHS - apenas - lançado pela JVC, foi produzido em 28 de Outubro de 2008. A JVC e outros fabricantes, continuaram a fazer a combinação DVD+VHS em seus players, mesmo depois do declínio do VHS.
Não obstante o declínio tanto dos videocassetes como da programação de máquinas VHS, algumas pessoas no Estados Unidos continuam a utilizar o mesmo. Estes que continuam a fazer o uso do VHS ou os mantêm em casa, o fazem por uma série de razões, incluindo o fator nostálgico, seu fácil uso de gravação, o fato de que algumas mídias ainda existem só em VHS, o fato de seus vídeos pessoais estarem apenas em VHS, ou por serem colecionadores de fitas VHS. Comunidades de imigrantes nos Estados Unidos também usam conteúdos de vídeo em VHS de seus países nativos.

## Sucessores

### VCD
O Video CD (VCD) foi criado em 1993, se tornando uma alternativa para a exibição de vídeos, em um disco de tamanho idêntico ao CD tradicional. Apesar de vez ou outra apresentar compressão de imagem e problemas de cores (mais especificamente, o Colour banding), a durabilidade e longevidade de um VCD depende da qualidade de produção de um disco, e na forma de como é manipulado/guardado. Os dados gravados digitalmente em um VCD teoricamente não degradam (se comparado ao estado analógico da fita). Em um toca-discos, não há quaisquer contatos físicos feitos com os dados. E quando cuidado corretamente, o VCD pode durar por muito tempo.
Já que um VCD pode armazenar apenas 74 minutos de vídeo, os filmes que excederem esse tamanho, devem ser divididos em dois discos.

### DVD

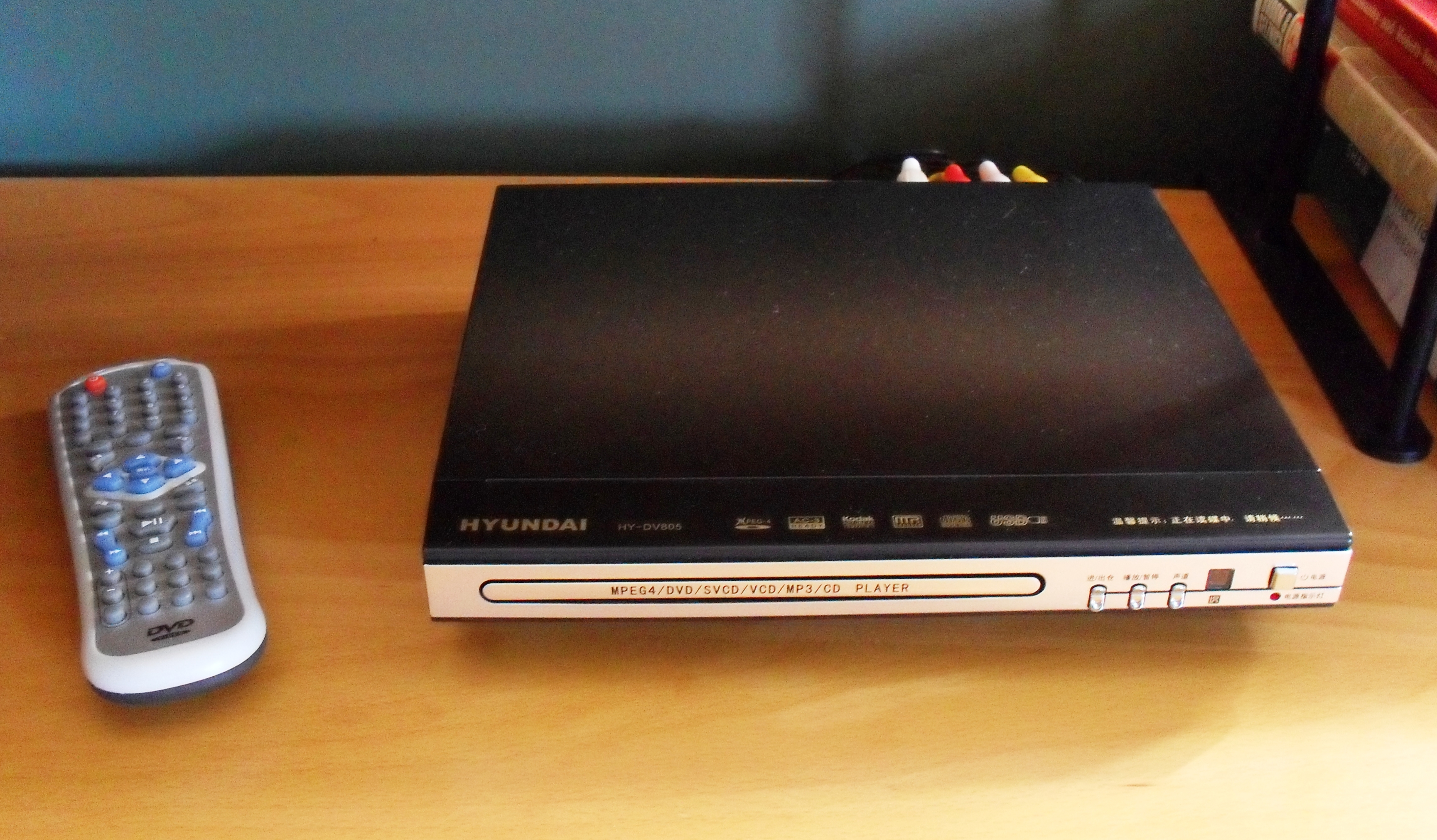
Os reprodutores de DVD (também conhecidos como DVD Players) são, teoricamente falando, os sucessores diretos do videocassete.

O formato DVD-Video foi comercializado inicialmente em, 1996, no Japão, nos Estados Unidos em Março de 1997 (como uma comercialização experimental), e no começo para o fim de 1998 na Europa e na Austrália.
Apesar da qualidade superior do DVD (com 480 linhas horizontais e 250 linhas de altura), e a disponibilidade imediata dos DVD players e seus gravadores, o VHS continuava a ser usado em gravações caseiras de vídeo. O sucesso comercial da gravação e regravação dos DVDs foi dificultada por uma série de fatores, incluindo:
- A sua reputação ter efeitos relativos a temperatura e não ser confiável, bem como a possibilidade de riscos e quebras no disco.[68]
- Incompatibilidade em máquinas de fabricantes diferentes.[69]
- Menor tempo de gravação: Uma fita VHS de aproximadamente 12 horas de duração (mais especificamente, a fita T-240/DF480 no modo EP), contra seis horas de gravação em um único DVD.
- Problemas de compressão: A compressão MPEG-2 poderia resultar problemas de imagem visíveis, como o macroblocking, o "ruído do mosquito" (mosquito noise), e artefatos de anel, que poderiam ser mais graves em modos de gravação estendidos (mais de três horas em um disco do tipo DVD-5). Uma fita VHS comum não possui qualquer um destes problemas, sendo todos esses peculiares de certos sistemas de compreensão digital (veja Transformada discreta de cosseno), mas se no VHS, este iria resultar em redução de luminância e resolução do chroma, que faz com que as imagens fiquem horizontalmente embaçadas (e as resoluções podem piorar ainda mais nos modos de gravação LP e EP).[70] O VHS também possuía, por natureza, ruídos consideráveis na luminância e nos canais de chroma.

### Tecnologias de gravação digital e alta capacidade
Mais recentemente, os sistemas de gravação digital também ganharam popularidade entre os usuários caseiros. Esses tipos de sistema estão presentes de diversas formas:
- Set-top box com discos rígidos
- Set-top box com discos rígidos e discos óptícos
- Media center de computadores pessoais
- Media players portáteis com saídas para televisores

Os gravadores baseados no suporte com discos rígidos incluem o TiVo, bem como DVRs existentes. Esses tipos de sistemas dão ao usuário um sistema que não necessita de manutenção para a captura de vídeos. Usuários de TVs por assinatura geralmente recebem guias eletrônicos de programas, muitos disponibilizando diversas formas de gravação de um programa. Sistemas com suporte aos discos rígidos permitem muitas horas de gravação sem a necessidade de uma manutenção. Por exemplo, um sistema de 120GB em um sistema de gravação estendido (XP) de 10 Mbits/s MPEG-2 pode gravar cerca de 25 horas de conteúdo.

## Legado
Constantemente considerado como um grande colaborador na história dos filmes, a influência do VHS foi destaque em uma retrospectiva no Museum of Arts and Design em 2013. Em 2015, a Yale University Library coletou quase 3 000 fitas em VHS de terror e exploração, distribuídos entre 1978 até 1985, o considerando como "a 'identificação' cultural de toda uma era".